# الحسن بن الفيروزان
الحسن بن الفيروزان (ازدهر في القرن العاشر الميلادي) كان أميرًا ديلميًا من عائلة الفيروزانيين.

## السيرة

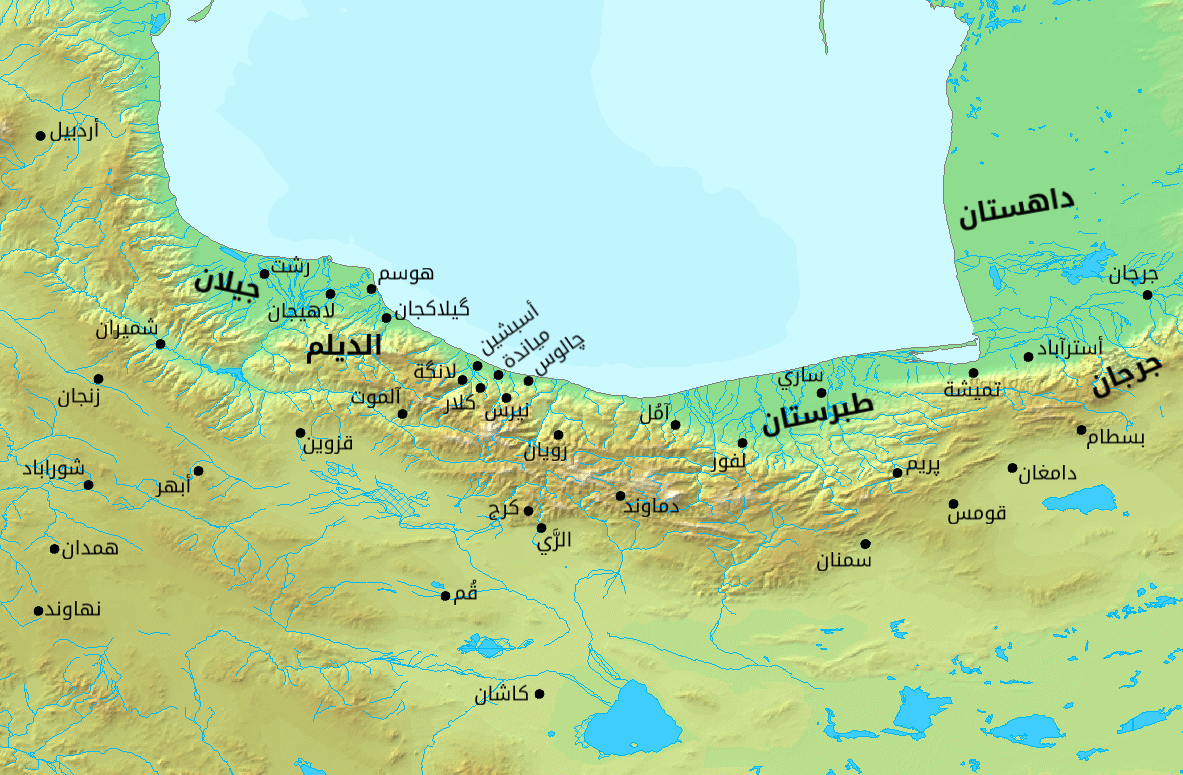
خريطة شمال إيران

الحسن هو ابن فيروزان الذي كان جندي ديلمي خدم مع أخيه كاكي السلالات العلوية في شمال إيران. وفي عام 902، قُتل كلاهما أثناء الغزو الساماني لطبرستان. وكان لكاكي ولد اسمه مكان بن كاكي، وكان يخدم العلويين مع الحسن. وقد أقام مكان علاقات عائلية من خلال الزواج من العلويين، حيث كان جعفر، ابن الإمام الحسن بن علي الأطروش (حكم 914-917)، صهره. كان الأخير منخرطًا في صراع معقد ضد خليفة الأطروش المعين أبو محمد حسن بن القاسم، المعروف بالداعي إلى الحق (حكم من عام 917 إلى عام 928)، ولم ينجح جعفر وأخوه أحمد في الإطاحة بالداعي وإجباره على المنفى إلا في عام 923. عندما تُوفي جعفر في عام 924، ترك العرش لابن أحمد المُسمى أبا علي محمد، لكن الحسن ومكان خلعوا محمدًا ونصبوا إسماعيل، الأخ غير الشقيق للحسن، وهو ابن جعفر وأم الحسن في مكانه. ومع ذلك، تمكن محمد من الفرار من خاطفيه وبمساعدة القائد العسكري الجيلكي أسفار بن شيرويه، الذي استولى على السيطرة على جرجان، هزم الأخوين واستعاد عرشه.
وفي عام 930م تمكن مكان من استعادة طبرستان، وعيَّن الحسن حاكمًا على المنطقة. كما جعل مكان أبو محمد حسن بن القاسم إمامًا للعلويين. انتشرت شائعة كاذبة فيما بعد حول وفاة مكان، مما دفع الحسن، الذي أراد تنصيب أخيه غير الشقيق إسماعيل إمامًا، إلى التمرد. لكن التمرد فشل بعد أن سُمم إسماعيل بتحريض من والدة أبي جعفر الحسين. وبعد قليل أُخرج الحسن من آمل على يد ضابطين لمكان هما أبو علي وأبو موسى. ثم فر الحسن إلى الديلم. طرد الحاكم الزياري مردويج مكان من طبرستان بعد فترة وجيزة.
في عام 935، اغتيل ماردافيج وخلفه شقيقه فوشمغير. عُين مكان من أسياده الجدد، السامانيين، حاكمًا لجرجان. وسرعان ما اعترف فوشمغير نفسه بسيادة السامانيين، وعُين الحسن حاكمًا لساري. تحسنت العلاقات بين مكان وفوشمجير إلى الحد الذي جعل الأول يشعر بالأمان الكافي للتخلي عن اعتماده على السامانيين. ونتيجةً لذلك، هاجمه جيش ساماني بقيادة أبو علي الجغاني في جرجان في عام 939. وبعد حصار دام سبعة أشهر لعاصمته، اضطر مكان إلى الفرار إلى الري. طارده جيش السامانيين، وفي معركة خاضها في 25 كانون الأول 940 في إسخباد [الإنجليزية] بالقرب من الري، انتصرت قوات السامانيين. قُتل مكان نفسه بسهم، ثم قطع رأسه المنتصرون، وأرسلوا رأسه إلى بلاط السامانيين في بخارى.

بلاد فارس في منتصف القرن العاشر

وبعد الهزيمة الكارثية، فر فوشمغير عائدًا إلى طبرستان، لكن الحسن، الذي اتهم فوشمغير بقتل ابن عمه، سرعان ما تمرد عليه. وتمكن فوشمغير من هزيمته، إلا أن الحسن أقنع أبا علي الجغاني بغزو طبرستان. اضطر فوشمغير إلى الاعتراف بالسلطة السامانية مرة أخرى.
عندما غادر أبو علي الجغاني إلى خراسان السامانية، استعاد فوشمغير السيطرة على الري. ثم فقدها نهائيًا عام 943، لصالح الحاكم البويهي ركن الدولة حسن. عاد إلى طبرستان، حيث هزمه هناك الحسن، الذي كان قد احتل جرجان سابقًا. هرب فوشمغير إلى بلاط شهريار الثاني [الإنجليزية] الباونديّ، ثم إلى بلاط نوح الأول السامانيّ. تحالف الحسن في هذه الأثناء مع الحسن، ولكن عندما استولى أبو علي الجغاني على الري من البويهيين عام 945، اعترف بسلطة السامانيين. ومع ذلك، في عام 945 استولى فوشمغير على جرجان بدعم من السامانيين، لكنه لم يتمكن من الاحتفاظ بحكمه هناك. ولم يتمكن من الاستيلاء على جرجان وطبرستان من الحسن إلا في عام 947 بمساعدة جيش ساماني كبير.
في عام 948، قام الحاكم البويهي حسن (الذي استخدم لقب ركن الدولة منذ دخول البويهيين إلى بغداد في عام 945) بغزو طبرستان وجرجان واستولى عليهما من فوشمجير. في حين دعم الحسن البويهيين، اعتمد فوشمغير على حلفائه السامانيين. ويختفي الحسن بعد ذلك من سجلات التاريخ، ويذكر مرة أخرى لأول مرة في عام 967 بعد وفاة فوشمغير، باعتباره حاكم سمنان، ويساعد قابوس بن فوشمغير في مطالباته بالعرش الزياري.
ومصير الحسن بعد ذلك غير معلوم، فقد كان له ولدان هما فيروزان بن الحسن، ونصر بن الحسن. وكان له ابنة تزوجَت ركن الدولة، فولدت له ثلاثة أولاد هم أبو الحسن علي، وبويه بن الحسن، وفنا خسرو.